# بيراياتوا
بلدية بيراياتوا (بالإسبانية: Berriatua)‏ هي بلدية تقع في مقاطعة بيسكاي, التي تقع في منطقة الباسك شمالي إسبانيا.

## أعلام
- ايون انسوتيغي
- تشابي إيروريتا
- جاغوبا اراستي

## وصلات خارجية
- (بالإسبانية)